# Notocitellus
A Notocitellus az emlősök (Mammalia) osztályának a rágcsálók (Rodentia) rendjébe, ezen belül a mókusfélék (Sciuridae) családjába tartozó nem.

## Rendszertani eltérés
A legújabb DNS vizsgálatok alapján, a korábban alnemként kezelt taxonokat nemi rangra emelték. Tehát a Notocitellus alnem tagjai manapság többé nem tartoznak az ürge (Spermophilus) nembe.

## Rendszerezés
A nembe az alábbi 2 faj tartozik:
- trópusi ürge (Notocitellus adocetus) Merriam, 1903; régebben: Spermophilus adocetus – nem fenyegetett.
- gyűrűsfarkú ürge (Notocitellus annulatus) Audubon & Bachman, 1842; régebben: Spermophilus annulatus – nem fenyegetett.